# كأس العالم للكرة الطائرة 2019
كأس العالم للكرة الطائرة 2019 هو الموسم 14 من  كأس العالم لكرة الطائرة للرجال. أقيم خلال الفترة 1 أكتوبر 2019 وحتى 15 أكتوبر 2019، وأشرف على تنظيمه الاتحاد الدولي للكرة الطائرة، وكان عدد الأندية المشاركة فيه  12، وفاز فيه منتخب البرازيل لكرة الطائرة.